# Bianca Maria Visconti
Bianca Maria Visconti, född 31 mars 1425, död 28 oktober 1468, var hertiginna av Milano, gift 1441 med Milanos senare hertig Francesco I Sforza. Hon var utomäktenskaplig dotter till Milanos hertig Filippo Maria Visconti och adelsdamen Agnese del Maino. Hon har ibland blivit kallad Tarotdamen, eftersom de äldsta kända tarotkorten, Visconti di Modrone, ska ha beställts av hennes far som gåva vid hennes bröllop 1441. Det var genom henne som hennes make kunde efterträda hennes far och huset Sforza hamnade på Milanos tron. Hon var Milanos ställföreträdande regent vid flera tillfällen, bland annat 1462 och 1466.

## Uppväxt
Bianca Maria Visconti växte upp tillsammans med sin mor på slottet Abbiategrasso, där de besöktes av hennes far. Hon fick en humanistisk utbildning, och fadern beundrade hennes starka karaktär. År 1430 förlovades hon vid sex års ålder med sin fars vasall, kondottiären Francesco Sforza. Äktenskapet arrangerades för att kvarhålla generalen Sforza i trohet mot Milano, eftersom hans kontrakt gick ut samma år. Det är möjligt att Sforza också fick ett löfte om att få efterträda sin svärfar på Milanos tron, eftersom denne inte hade några andra barn. Bianca Maria medförde en stor hemgift, som inkluderade landområden i Cremona, Castellazzo och Bosco Frugarolo. Trolovningsskontraktet undertecknades i Milano 23 februari 1432. Hennes far försökte två gånger bryta hennes trolovning när Sforza hade allierat sig med Milanos fiender. År 1434 föreslogs ett äktenskap med Carlo Gonzaga, prins av Mantua, och år 1440 föreslogs Leonello d'Este, markis av Ferrara, Modena och Reggio. Hennes besök i Ferrara 1440 anses vara hennes första resa utanför Abbiategrasso.

## Äktenskap
Vigseln ägde rum den 24 oktober 1441 under stora festligheter i klostret San Sigismondo i Cremona. Bianca Maria beskrivs som en skicklig administratör och diplomat, och blev därför redan vid 17 års ålder utnämnd till regent i Marche vid sin makes frånvaro. Francesco ska ha älskat Bianca Maria, men var trots detta konstant otrogen: Bianca Maria ingorerade hans otrohet, men år 1443 ska en av hans älskarinnor ha försvunnit under mystiska omständigheter. I augusti 1447 överlät paret staden Jesi till påven och reste mot Milano, men stannade i Cotignola, när de den 13-14 augusti fick veta att Bianca Marias far hade dött. Eftersom Filippo Maria Visconti hade avlidit barnlös, förutom en utomäktenskaplig dotter, hade hans egendom plundrats, milanesarna hade utropat den ambrosianska republiken och flera städer som hade tillhört Milano hade utropat sin självständighet. 
Francesco Sforza erbjöds posten som Milanos kaptensgeneral, vilken han accepterade, och började återerövra de städer som hade förklarat sig självständiga från Milano. I maj 1448 attackerades Cremona av Venedig när Sforza hade erövrat Pavia, och Bianca Maria klädde sig då i rustning och stred tillsammans med soldaterna i slaget om bron till Pavia i en dagslång strid. Pavia förklarades sedan som hennes makes stat, och Bianca Maria upprättade ett hov i staden och samlade stöd och pengar genom sina förbindelser till dynastin Visconti. 24 februari 1450 utbröt revolt i Milano, och en församling av adel och stadsbor utropade Sforza som härskare.

## Hertiginna av Milano
I mars 1450 höll Bianca Maria och hennes make sitt triumftåg i Milano som statens hertig och hertiginna. Bianca Maria samarbetade med maken för att återsamla faderns förmögenhet, återställa hertigpalatset och sköta statens diplomati, och fungerade de facto som medregent. Som hertiginna styrde hon hertigdömet under makens frånvaro, och parets brevväxling har bevarats. Hon uttryckte öppet sina åsikter om makens otrohet och statsangelägenheternas skötsel. Det är känt att hon vid flera tillfällen gav hjälp åt fattiga kvinnor. År 1459 höll påven Pius II ett möte i Milano för att kalla samman ett korståg mot osmanerna, och Bianca Maria erbjöd då personligen 300 riddare. Under Sforzas sjukdom 1462 fungerade hon som Milanos regent.

## Senare liv
Vid makens död 1466 blev hon statens regent och kallade tillbaka sin äldste son, Galeazzo Maria, som då stred vid den franske kungens sida, för att han skulle kunna tillträda tronen. Galeazzo Maria visade initialt tacksamhet och respekt för hennes råd, men manövrerade gradvis ut henne från statens affärer och tvingade henne till slut att lämna Milano. Hon levde sedan på sin förläning Cremona. I Cremona upprätthöll hon kontakter med kung Ferdinand I av Neapel, som planerade att störta hennes son, och hon ryktas ha planerat att överlämna Cremona till Ferdinand. Den 9 maj 1468 deltog hon mot sina rådgivares vilja i sin sons bröllop. På sin väg tillbaka från bröllopet insjuknade hon. Hon avled efter en flera månader lång sjukdom. Hon ryktades ha blivit förgiftad.   